# Schloss Falkenhausen
Schloss Falkenhausen ist ein Barockschloss in Wald, einem Gemeindeteil von Gunzenhausen im mittelfränkischen Landkreis Weißenburg-Gunzenhausen. Das Gebäude ist unter der Denkmalnummer D-5-77-136-214 als Baudenkmal in die Bayerische Denkmalliste eingetragen.

## Beschreibung
Zum denkmalgeschützten Schlossgut gehört das barocke Hauptgebäude, ein zweigeschossiger Walmdachbau mit rustizierten Ecklisenen. Das Innere des Gebäudes ist einfach gehalten. Vor der Fassade befinden sich zwei eingeschossige Pavillons mit Walmdach und Ecklisenen. Die Garteneinfriedung der von den Zocha 1732 angelegten Gartenanlage sowie eine Scheune, ein Stallbau und die Hofummauerung aus dem 18. Jahrhundert sind ebenfalls denkmalgeschützt.

## Geschichte

### Mittelalter – Vorgängerbau Burg Wald
Im Mittelalter befand sich an der Stelle, wo heute das Schloss Falkenhausen steht, eine Burg, die im 13. Jahrhundert die Herren von Truhendingen als Reichsgut zu Lehen hatten. Diese übertrugen sie wohl als Afterlehen an eine Nebenlinie der Herren von Rothenburg. Ritter Chunrad II. Gebeno nannte sich neben „von Chamer“ (Hohenkammer) auch „von Walde“. Er erschien 1284 als Domdekan von Eichstätt urkundlich als „Chunradus de Walde, notarius episcopi Eistetensis“. Sein Bruder Walther erschien 1323 als Pfarrer von Wald. Chunrad von Wald starb um 1303. Margaretha, wohl seine Tochter, war mit dem Eichstätter Amtmann Chunrad von Werdenfels verheiratet. Um 1304 erschien Gebo, wohl ein Sohn Chunrads II., in einer Urkunde des Grafen Ulrich von Truhendingen. Es war wohl ein Minister des Grafen. Geben war ein bei den Herren von Rothenburg üblicher Übername, von denen eine andere Linie heute das ehemalige Allodium im benachbarten Cronheim besitzt. Eine weitere Linie dieses Geschlechts, die Schenken von Arberg, saß zeitweise auf der Vorgängerburg der ebenfalls benachbarten Eybburg bei Kleinlellenfeld. Der genannte Gebo war vermutlich identisch mit dem 1323 und 1328 erwähnten Eberhart von Walde oder dessen Bruder. Ein Walther von Wald (1292–1329) war Spitalverwalter von Auhausen. Von 1286 bis 1288 wurde dieser als Notarius des Bischofs von Eichstätt, von 1302 bis 1329 als Domscholar von Eichstätt genannt. Danach scheint die Burg an andere übergegangen zu sein.
1350 gehörte die Burg zu je einem Viertel Eppelein von Gailingen, Konrad von Lentersheim, dessen Vetter Konz von Lentersheim und Apel von Crailsheim und war als Raubritternest verschrien. Die Burg wurde 1375 nach den Raubzügen des in den Nürnberger Sagen als „Eppela von Galla“ erwähnten Eppelein von Gailingen von den Burggrafen von Nürnberg zerstört, worauf sie Kaiser Karl IV. dem Burggrafen zu Lehen gab. Dieser musste jedoch 1386 den anderen Miteigentümer der Burg, Konrad Fuchs von Suntheim zu Gunzenhausen, als Gläubiger der lentersheimischen Anteilseigner mit 375 Gulden in bar entschädigen. Apel von Crailsheim behielt zunächst sein Viertel gegen die Zusage, dem Burggrafen „gewärtig zu seyn“. 1381 scheint Burggraf Friedrich V. wohl auch diesen Teil an sich gebracht zu haben, denn er verschrieb die „Veste Wald“ einem von Lentersheim als Leibgeding. Auf gleiche Weise kam sie an Martin von Eyb, 1406 an Hermann von Vestenberg zu Wald, 1448 an die Herren von Leonrod und 1459 an die Herren Modschiedel. 1518 versuchte Kaiser Maximilian, sich die Burg von Markgraf Friedrich V. abtreten zu lassen, um sie seinem Günstling Veit von Lentersheim zukommen zu lassen. Dies scheiterte jedoch am Tod des Kaisers. 1565 war der markgräfliche Jägermeister Michael von Dowitsch Amtmann in Wald. 1610 verlieh der Markgraf selbst Amt und Schloss an die Lentersheimer. 1626 kam das Schloss an die Familie von Zocha.

### Zeitalter des Barocks
Anstelle der Anlage erbaute ab 1730 Carl Friedrich von Zocha das heutige Schloss. 1749 erwarb Karl Wilhelm Friedrich, Landesherr des Fürstentums Ansbach, das Gebäude für die Familie seiner nebenehelichen Frau Elisabeth Wünsch, deren Sohn ein Freiherr von Falkenhausen war. Das Schloss ist bis heute das Privateigentum der Falkenhausener geblieben.